# Edo Terglav
Edo Terglav (* 24. Januar 1980 in Kranj, Jugoslawien) ist ein ehemaliger slowenischer Eishockeyspieler und heutiger -trainer, der in seiner Karriere zweimal Slowenischer Meister wurde. Er spielte einen großen Teil seiner Karriere bei den Diables Rouges de Briançon aus der französischen Ligue Magnus. Als Cheftrainer wurde er 2019 Französischer Meister.

## Karriere
Edo Terglav stammt aus der Oberkrain, begann seine Eishockeykarriere aber in Kanada bei den Lac St-Louis Lions. Beim CHL Import Draft 1997 wurde er als Topdraftpick des Jahres und als erster Slowene in der Geschichte des Drafts von den Drakkar de Baie-Comeau aus der Ligue de hockey junior majeur du Québec ausgewählt. Nach zwei Spielzeiten wechselte er für ebenfalls zwei Spielzeiten zum Ligakonkurrenten Rocket de Montréal. Zwischenzeitlich war er beim NHL Entry Draft 1998 in der neunten Runde als insgesamt 249. Spieler von den Buffalo Sabres aus der National Hockey League gezogen worden. Auch hier war er der erste Slowene der Drafthistorie. Zwar spielte er nie für seinen Draftverein, er verblieb aber bis 2002 in Nordamerika. Anschließend kehrte er nach Slowenien zurück. Nachdem er 2003 und 2004 mit dem HDD Olimpija Ljubljana Slowenischer Meister geworden war, schloss er sich den Diables Rouges de Briançon aus der französischen Ligue Magnus an. Mit dem Team aus den südlichen Westalpen gewann er 2010 den Coupe de France und 2012 den Ligapokal. 2006, 2007 und 2010 wurde er in des All-Star-Team der Liga gewählt. 2012 beendete er seine Karriere.

### International
Im Juniorenbereich spielte Terglav für Slowenien bei der U20-C-Weltmeisterschaft 2000.
Mit der slowenischen Herren-Nationalmannschaft nahm Terglav an den Weltmeisterschaften 2002, 2003 und 2005 in der Top-Division sowie 2004, als der sofortige Wiederaufstieg gelang, in der Division I. Zudem vertrat er seine Farben bei den Qualifikationsturnieren für die Olympischen Winterspiele in Turin 2006 und in Vancouver 2010.

### Trainertätigkeit
Schon vor dem Ende seiner Spielerkarriere stieg Terglav in das Trainergeschäft ein. Von 2011 bis 2015 war bei seinem langjährigen Klub Diables Rouges de Briançon zunächst als Assistenztrainer und 2014/15 als Chefcoach tätig. Anschließend wechselte er zu den Brûleurs de Loups de Grenoble, wo er zunächst bis 2021 ebenfalls Cheftrainer war und seit 2023 Co-Trainer ist. Dazwischen war er 2021 bis 2023 auch Trainer beim Drittligisten Les Grizzlys de Vaujany und für die U20 aus Grenoble. Auch für die slowenischen Nationalmannschaft war er zwischenzeitlich als Assistenztrainer tätig, zum Beispiel bei den Olympischen Winterspielen in Pyeongchang 2018.
Mit Briançon gewann er 2013 den Coupe de France und 2014 die französische Meisterschaft. Anschließend wurde er mit Grenoble als Cheftrainer ebenfalls Pokalsieger (2017) und Meister (2019) und außerdem zweimal U20-Meister (2022 und 2023). In dieser Zeit wurde er 2017 auch mit der Trophée Camil Gélinas als bester Trainer der Ligue Magnus ausgezeichnet. Schließlich gewann er 2023 mit Vaujany die drittklassige Division 2.

## Erfolge und Auszeichnungen

### Als Spieler
| - 2003 Slowenischer Meister mit dem HDD Olimpija Ljubljana - 2004 Slowenischer Meister mit dem HDD Olimpija Ljubljana - 2006 All-Star-Team der Ligue Magnus - 2007 All-Star-Team der Ligue Magnus | - 2010 All-Star-Team der Ligue Magnus - 2010 Gewinn des Coupe de France mit den Diables Rouges de Briançon - 2012 Gewinn des französischen Ligapokals mit den Diables Rouges de Briançon |

#### International
- 2004 Aufstieg in die Top-Division bei der Weltmeisterschaft der Division I, Gruppe B

### Als Trainer
| - 2013 Gewinn des Coupe de France mit den Diables Rouges de Briançon (als Co-Trainer) - 2014 Französischer Meister mit den Diables Rouges de Briançon (als Co-Trainer) - 2017 Gewinn des Coupe de France mit den Brûleurs de Loups de Grenoble (als Cheftrainer) - 2017 Trophée Camil Gélinas | - 2019 Französischer Meister mit den Brûleurs de Loups de Grenoble (als Cheftrainer) - 2022 Französischer U20-Meister mit den Brûleurs de Loups de Grenoble (als Cheftrainer) - 2023 Gewinn der Division 2 mit den Les Grizzlys de Vaujany (als Cheftrainer) - 2023 Französischer U20-Meister mit den Brûleurs de Loups de Grenoble (als Cheftrainer) |